# Liste der denkmalgeschützten Objekte in Zirl
Die Liste der denkmalgeschützten Objekte in Zirl enthält die 51 denkmalgeschützten, unbeweglichen Objekte der Gemeinde Zirl.

## Denkmäler
| Foto |                 | Denkmal | Standort                                                  | Beschreibung | Metadaten |
| ---- | --------------- | --- | --------------------------------------------------------- | --- | --- |
| ja   | Datei hochladen | Alte Römerbrücke HERIS-ID: 110273 Objekt-ID: 127953 TKK: 63232                                               | Dirschenbach Standort KG: Zirl                            | Die römische Mauerwerkbrücke aus Natursteinen mit Steinwölbung wurde um 45 n. Chr. errichtet. Die Römerbrücke verbindet die Gemeinden Zirl und Pettnau über den Niederbach. | BDA-Hist.: Q37817917 Status: § 2a Stand der BDA-Liste: 2025-06-30 Name: Alte Römerbrücke GstNr.: 2960 |
| ja   | Datei hochladen | Dorfbrunnen HERIS-ID: 106830 Objekt-ID: 124066 TKK: 63183                                                    | Dorfplatz Standort KG: Zirl                               | Dieser Brunnen am Dorfplatz ist, wenn auch verkleinert, einer der wenigen erhaltenen einst zahlreichen Brunnen und Wassertröge in Zirl. Er besteht aus einem viereckigen steinernen Trog und einem Wasserspender in Form einer Säule mit der Figur des Zirler Goasers. Der Zirler Goaser ist ein Hirt in Tracht mit Ziegen zu seinen Füßen, der der Sage nach den Teufel betrogen haben soll. | BDA-Hist.: Q37808859 Status: § 2a Stand der BDA-Liste: 2025-06-30 Name: Dorfbrunnen GstNr.: 2867 |
| ja   | Datei hochladen | Heimatmuseum HERIS-ID: 110274 Objekt-ID: 127955 TKK: 19513                                                   | Dorfplatz 2 Standort KG: Zirl                             | Der Gasthof Platzwirt wurde 1910/1911 nach dem Dorfbrand von 1908 nach einem Entwurf Münchner Architekturstudenten wieder aufgebaut und 1940 nach Plänen von Richard Dagostin zum Rathaus umgebaut. Seit 1977 beherbergt das Gebäude das Zirler Heimatmuseum. Die Fassaden sind durch ein- bis zweigeschoßige Obergeschoßerker an allen drei freistehenden Seiten gegliedert, teilweise sind noch originale Fenster in tiefen Laibungen oder mit Segmentbogenabschlüssen erhalten. An der Fassade sind das Landeswappen und das Gemeindewappen dargestellt. | BDA-Hist.: Q37817927 Status: § 2a Stand der BDA-Liste: 2025-06-30 Name: Heimatmuseum GstNr.: .211/1 |
| ja   | Datei hochladen | Bürgerhaus, Gericht, Hohes Haus HERIS-ID: 40381 Objekt-ID: 40311 TKK: 63209                                  | Dorfplatz 4 Standort KG: Zirl                             | Das dreigeschoßige Gebäude mit ausgebautem Dachgeschoß und Krüppelwalmdach über Hohlkehle ist eines der ältesten Gebäude im Zirler Zentrum. Es stammt im Kern aus dem 15. Jahrhundert und wurde 1910 nach dem Dorfbrand wieder aufgebaut. Es diente eine Zeit lang als Gerichtsgebäude, später als Adelssitz. Die fünfachsige Giebelfassade ist durch ein dreifach gekehltes gotisches Spitzbogenportal, ein horizontales Geschoßband und ein Antoniusmosaik von 1910 vom damaligen Besitzer Josef Pfefferle gegliedert. Im Dachgeschoß befindet sich in der Mittelachse ein Balkon mit Blendmaßwerk an der Steinbrüstung. Im Inneren haben sich eine geräumige Erdgeschoßhalle mit Kreuzgratgewölbe auf gedrungenen Säulen und weitere bemerkenswerte Baudetails wie ein gewölbter gewendelter Stiegenaufgang und eine Halle mit spätgotischem Netzgratgewölbe und Stichkappen im ersten Obergeschoß erhalten. | BDA-Hist.: Q37994485 Status: Bescheid Stand der BDA-Liste: 2025-06-30 Name: Bürgerhaus, Gericht, Hohes Haus GstNr.: .28 |
| ja   | Datei hochladen | Ortskapelle hl. Pankratius HERIS-ID: 56076 Objekt-ID: 65051 TKK: 19512                                       | Eigenhofen 25 Standort KG: Zirl                           | Die gemauerte Kapelle aus dem 16. Jahrhundert wurde im 18. Jahrhundert um eine leicht eingezogene Rundapsis erweitert. An der Giebelfassade befinden sich ein Dachreiter und klassizistische Fassadenmalerei (Eckpilaster, Gebälk, Sonnenuhr). Aufgrund der Lage der Kapelle direkt an der Tiroler Straße wurde bei der Renovierung 1977 der Eingang von der Süd- auf die geschütztere Ostseite verlegt. Das Innere weist ein zweijochiges stichkappengewölbtes Schiff und einen einjochigen tonnengewölbten Chor mit Deckenbildern und gemalter Architekturgliederung aus der Zeit um 1800 auf. | BDA-Hist.: Q38069870 Status: § 2a Stand der BDA-Liste: 2025-06-30 Name: Ortskapelle hl. Pankratius GstNr.: .255 |
| ja   | Datei hochladen | Bildstock hl. Martin HERIS-ID: 106848 Objekt-ID: 124084 TKK: 63215                                           | bei Eppzirler Alm 1 Standort KG: Zirl                     | Der gemauerte Bildstock auf der Eppzirler Alm wurde Anfang des 20. Jahrhunderts errichtet. In der Rundbogennische befindet sich eine bemalte Holztafel mit der Darstellung der Mantelspende des hl. Martin und der Krönung Mariens. | BDA-Hist.: Q37808917 Status: § 2a Stand der BDA-Liste: 2025-06-30 Name: Bildstock hl. Martin GstNr.: 2852/1 |
| ja   | Datei hochladen | Einsiedelei HERIS-ID: 110289 Objekt-ID: 127973 TKK: 63219                                                    | Geistbühelweg Standort KG: Zirl                           | Die Einsiedelei am Kalvarienberg ist ein eingeschoßiger, gemauerter, im Kern barocker Bau von 1731 mit flachem Satteldach. | BDA-Hist.: Q37817982 Status: § 2a Stand der BDA-Liste: 2025-06-30 Name: Einsiedelei GstNr.: .458 |
| ja   | Datei hochladen | Pestkapelle hl. Sebastian, sog. Geistbühel-Kapelle HERIS-ID: 56078 Objekt-ID: 65054 TKK: 19510               | östlich Geistbühelweg 20 Standort KG: Zirl                | Die Kapelle auf dem östlich des Dorfes gelegenen Geistbühel wurde um 1650 als Dank für die überstandene Pest errichtet. Die Kapelle über Kleeblattgrundriss mit Zeltdach weist eine einfache Faschengliederung und ein abgefastes Rundbogenportal auf. Der stichkappengewölbte Innenraum ist mit Stuckrippen und einem Muschelgewölbe in der Hauptapsis versehen. | BDA-Hist.: Q38069887 Status: § 2a Stand der BDA-Liste: 2025-06-30 Name: Pestkapelle hl. Sebastian, sog. Geistbühel-Kapelle GstNr.: .333 |
| ja   | Datei hochladen | Bildstock Herz Jesu, Brunntalerkapelle HERIS-ID: 106844 Objekt-ID: 124080 TKK: 63192                         | westlich Geistbühelweg 27 Standort KG: Zirl               | Der Bildstock auf dem Weg zur Geistbühelkapelle ist seit ca. 1800 dokumentiert. Der gemauerte, offene Kapellenbildstock mit geschwungenem Blendgiebel und hölzernem Vordach weist im tonnengewölbten Inneren eine Rundbogennische mit Rautengitter und Herz-Jesu-Figur auf. | BDA-Hist.: Q37808899 Status: § 2a Stand der BDA-Liste: 2025-06-30 Name: Bildstock Herz Jesu, Brunntalerkapelle GstNr.: 2729/1 |
| ja   | Datei hochladen | Aufnahmsgebäude Hochzirl HERIS-ID: 81859 Objekt-ID: 95653 TKK: 63222                                         | Hochzirl 3 Standort KG: Zirl                              | Wie alle original erhaltenen Bahnhöfe der Mittenwaldbahn ist das Aufnahmsgebäude Hochzirl am Heimatstil orientiert. Es weist ein Satteldach und als Besonderheit einen an drei Seiten umlaufenden Balkon auf. | BDA-Hist.: Q38176905 Status: Bescheid Stand der BDA-Liste: 2025-06-30 Name: Aufnahmsgebäude Hochzirl GstNr.: .459 Bahnhof Hochzirl |
| ja   | Datei hochladen | Kreuzkapelle HERIS-ID: 56077 Objekt-ID: 65053 TKK: 63171                                                     | Kalvarienbergstraße Standort KG: Zirl                     | Die Kreuzkapelle ist Teil des ab 1771 angelegten Zirler Kalvarienbergs und fungiert als 9. Station des Kreuzwegs. Ein 1792 vom Bauern Thomas Tiefenbrunner aus Spendengeldern errichteter Vorgängerbau wurde 1819 durch einen Neubau ersetzt. Der offene, konchenförmige Bau mit Volutengiebel und Satteldach beherbergt in der Nische eine monumentale geschnitzte Kreuzigungsgruppe. Die reiche Hintergrund- und Architekturmalerei aus der Erbauungszeit, die bei der Restaurierung 1976 großflächig ergänzt wurde, wird Franz Xaver Kirchebner zugeschrieben. | BDA-Hist.: Q38069880 Status: § 2a Stand der BDA-Liste: 2025-06-30 Name: Kreuzkapelle GstNr.: .273 |
| ja   | Datei hochladen | Kath. Filialkirche Zur Schmerzhaften Maria HERIS-ID: 56073 Objekt-ID: 65047 TKK: 19508                       | Kalvarienbergstraße Standort KG: Zirl                     | Die Kalvarienbergkirche auf einem steilen Felsen hoch über der Ehnbachklamm wurde 1803–1805 über einer im Bodenniveau tiefer liegenden Kapelle von 1776 erbaut. Der Saalbau mit eingezogener Rundapsis, eingezogenem Westteil und Dachreiter weist an der Westfassade einen geschwungenen Giebel und illusionistisch gemalte Portalarchitektur auf, im Giebelfeld befindet sich ein Mosaik der Schmerzhaften Muttergottes von Josef Pfefferle um 1912. Der Innenraum wird von einer Flachkuppel auf Pfeilern überwölbt, das Kuppelgemälde schuf Joseph Leopold Strickner 1805. Im Untergeschoß befindet sich eine Heilig-Grab-Kapelle als 11. Station des Kreuzwegs. Der tonnengewölbte Raum ist mit Wandbildern von Josef Anton Puellacher von 1776 geschmückt. | BDA-Hist.: Q38069830 Status: § 2a Stand der BDA-Liste: 2025-06-30 Name: Kath. Filialkirche Zur Schmerzhaften Maria GstNr.: .273 Zirler Kalvarienberg |
| ja   | Datei hochladen | Brunnen mit hl. Florian HERIS-ID: 106831 Objekt-ID: 124067 TKK: 63184                                        | vor Kirchstraße 23 Standort KG: Zirl                      | Der Florianibrunnen ist einer der wenigen erhaltenen einst zahlreichen Brunnen und Wassertröge in Zirl. Der oktogonale steinerne Brunnentrog aus dem Jahre 1908 hat in der Mitte eine steinerne Brunnensäule und darauf eine Bronze-Brunnenfigur des hl. Florian. Die Figur ist ein Nachguss (um 1985) der 1908 von Schülern der k.k. Gewerbeschule Innsbruck geschaffenen hölzernen Figur, die sich heute im Heimatmuseum befindet. | BDA-Hist.: Q37808870 Status: § 2a Stand der BDA-Liste: 2025-06-30 Name: Brunnen mit hl. Florian GstNr.: 2874 |
| ja   | Datei hochladen | Friedhofskapelle hl. Michael und Lourdeskapelle HERIS-ID: 56074 Objekt-ID: 65048 TKK: 19505, 19506           | bei Kirchstraße 25 Standort KG: Zirl                      | Die Michaelskapelle im Friedhof nördlich der Kirche ist ein Bau mit steilem Satteldach aus dem 16. Jahrhundert. Das Giebelmosaik des hl. Michael wurde Anfang des 20. Jahrhunderts von der Zirler Mosaikanstalt geschaffen. Der Innenraum weist ein Tonnengewölbe auf. Die Lourdeskapelle mit steilem Satteldach, die südwestlich der Kirche steht und mit dem Chor in die Friedhofsmauer eingebunden ist, stammt im Kern aus dem 16. Jahrhundert. 1951 wurde sie zur Lourdeskapelle umgestaltet. | BDA-Hist.: Q38069841 Status: § 2a Stand der BDA-Liste: 2025-06-30 Name: Friedhofskapelle hl. Michael und Lourdeskapelle GstNr.: .90/2, 2979 |
| ja   | Datei hochladen | Kath. Pfarrkirche Hl. Kreuz und Friedhof HERIS-ID: 56075 Objekt-ID: 65050 TKK: 19504                         | bei Kirchstraße 25 Standort KG: Zirl                      | Die heutige Kirche wurde 1847–1848 nach Plänen von Alois Haas als neuromanischer Saalbau unter Beibehaltung des gotischen Turms errichtet. Die Fassaden sind durch Lisenen, Rundbogenfriese, Dachgesims und umlaufendes Kaffgesims gegliedert, an der Westfassade befinden sich ein leicht vorspringender Mittelrisalit, ein teilweise gestufter Dreieckgiebelabschluss und eine dreiachsige Arkadenvorhalle. Der um 1391 errichtete Turm weist barocke rundbogige Schallöffnungen und einen Zwiebelhelm mit Laterne von 1770 auf. Der vierjochige Innenraum mit Stichkappen und Doppelgurten auf stark vortretenden Wandpfeilern mit Doppelpilastern wurde von Franz Plattner mit nazarenischen Wand- und Gewölbemalereien ausgestattet. Die neugotische Einrichtung wurde um 1850/60 geschaffen. | BDA-Hist.: Q2083307 Status: § 2a Stand der BDA-Liste: 2025-06-30 Name: Kath. Pfarrkirche Hl. Kreuz und Friedhof GstNr.: .90/1, 2979, 1646 Pfarrkirche Zirl |
| ja   | Datei hochladen | Meilenstein an der B171 HERIS-ID: 98876 Objekt-ID: 114863 TKK: 63220                                         | westlich Kranebitter Allee Standort KG: Zirl              | Der Meilenstein an der Straße von Innsbruck nach Zirl stammt vom Anfang des 19. Jahrhunderts. In den oben abgerundeten Steinschaft ist „Nr. 4“ eingemeißelt. Der Meilenstein war zwischenzeitlich für mehrere Jahre verschollen, weil er nach Straßenbauarbeiten entfernt wurde. | BDA-Hist.: Q37772889 Status: § 2a Stand der BDA-Liste: 2025-06-30 Name: Meilenstein an der B171 GstNr.: 2980/1 Meilenstein an der B171 in Zirl |
| ja   | Datei hochladen | Hofkapelle hl. Martin HERIS-ID: 56079 Objekt-ID: 65056 TKK: 63217                                            | bei Martinsbühel 2 Standort KG: Zirl                      | Die Kapelle von Burg Martinsbühel wurde im 6. Jahrhundert unter teilweiser Einbeziehung eines antiken Baus mit rechteckig geschlossener Ostapsis errichtet. Um 1200 wurden die ursprünglich größeren rundbogigen Lichtöffnungen zu Schlitzfenstern verkleinert, um für die Ausmalung des Langhauses mehr Wandflächen zur Verfügung zu haben. Anstelle der Apsis wurde im 16. Jahrhundert ein spätgotischer Chor angebaut, der dem Innsbrucker Hofbaumeister Nikolaus Türing zugeschrieben wird. Der schlichte Saalbau weist ein hohes Satteldach mit Dachreiter und Zwiebelhelm auf. Das Langhaus ist durch zwei über Eck gestellte Pfeiler, Rundbogenfenster im Süden und Westen, Dreiecklisenen am eingezogenen Chor, zweistufige Strebepfeiler und Kaffgesimse gegliedert. An der Westfassade befindet sich ein spitzbogig geschlossenes Portal mit Vordach sowie vermauerte Biforienöffnungen im Giebelfeld. Im Inneren weist der breite Saalraum eine hölzerne Flachdecke und einen rundbogig abgefasten Triumphbogen, im eingezogenen zweijochigen Chor ein Netzrippengewölbe auf. Romanische Wandmalereien stammen aus der Zeit um 1200, die gemalte barocke Altararchitektur aus der ersten Hälfte des 18. Jahrhunderts. | BDA-Hist.: Q64512562 Status: § 2a Stand der BDA-Liste: 2025-06-30 Name: Hofkapelle hl. Martin GstNr.: .299 Hofkapelle hl. Martin, Martinsbühel |
| ja   | Datei hochladen | Ehem. Burganlage St. Martinsberg HERIS-ID: 106828 Objekt-ID: 124064 TKK: 63216                               | Martinsbühel 1, 2, 2a, 3, 6 Standort KG: Zirl             | → Hauptartikel : Burg Martinsbühel f1 | BDA-Hist.: Q16054762 Status: § 2a Stand der BDA-Liste: 2025-06-30 Name: Ehem. Burganlage St. Martinsberg GstNr.: .297, .298, .300, .301, .302, .359, .360, .361, .362, .363, .433, .473, 2673, 2675/1, 2675/2, 2675/3, 2678, 2679, 2680/2, 2684, 2685/1, 2686, 2690/1, 2945 Martinsbühel |
| ja   | Datei hochladen | Kriegerdenkmal HERIS-ID: 106824 Objekt-ID: 124059 TKK: 63177                                                 | gegenüber Russhütte 5 Standort KG: Zirl                   | Das Kriegerdenkmal für die Gefallenen beider Weltkriege steht auf einem runden Podest aus vier Granitstufen (um 1920), die durch acht mit Lorbeerkränzen und Kriegskreuzen geschmückten Gusssteinsockeln gegliedert werden. Auf dem Podest steht ein obeliskartiger Aufbau, der von einer abgestuften Gusssteinspitze mit Kugel und Kriegerkreuz bekrönt wird. In den Seitennischen befinden sich Marmortafeln mit Namen der Gefallenen beider Weltkriege (Norden, Süden, Osten), in der vierten Nische auf der Westseite ein Mosaik mit einer Pietà-Darstellung. Über den Seitennischen befindet sich je ein Vierpassfeld mit Mosaiken von Anton Plattner (hll. Florian und Georg, Soldat mit Engel, gefallener Soldat zwischen Lorbeerkranz). Beim Bau der Nordumfahrung von Zirl in den 1970er Jahren wurde das Kriegerdenkmal an seinen jetzigen Standplatz versetzt. | BDA-Hist.: Q37808797 Status: § 2a Stand der BDA-Liste: 2025-06-30 Name: Kriegerdenkmal GstNr.: 1508/8 |
| ja   | Datei hochladen | 8 Stationsbildstöcke HERIS-ID: 106819 Objekt-ID: 124053 TKK: 63170, 63165, 63168, …                          | nördlich Russhütte 6 Standort siehe Beschreibung KG: Zirl | Der Kalvarienberg auf einem steilen Felsen hoch über der Ehnbachklamm wurde ab 1771 angelegt. Der „Josephinische Kreuzweg“ besteht aus sieben Stationen (aufgrund der Reformen von Joseph II. nur mit in der Bibel belegten Szenen) und einer Kerkerkapelle. Die spätbarocken Bildstöcke mit Putzgliederung und Volutengiebel wurden 1797 errichtet. In den tonnengewölbten Nischen befinden sich Mosaiken, die 1970/1971 von Anton Plattner geschaffen wurden. Diese zeigen die Szenen Jesus wird zum Tode verurteilt (⊙), Jesus nimmt das Kreuz auf sich (⊙), Jesus fällt zum ersten Mal (⊙), Jesus begegnet seiner betrübten Mutter (⊙), Simon von Cyrene hilft Jesus das Kreuz tragen (⊙), Veronika reicht Jesus das Schweißtuch (⊙) und Die Töchter von Jerusalem beweinen Jesus (⊙). Die Kerkerkapelle als 8. Station beherbergt im tonnengewölbten Innenraum eine Figurengruppe Christus im Kerker (⊙). Die 9. Station ist die Kreuzkapelle, die 10. ist die Kalvarienbergkirche, die 11. Station das Heilige Grab im Untergeschoß der Kirche. | BDA-Hist.: Q37808758 Status: § 2a Stand der BDA-Liste: 2025-06-30 Name: 8 Stationsbildstöcke GstNr.: 2911 8 Stationsbildstöcke Zirl |
| ja   | Datei hochladen | Kirchlicher Repräsentationsbau HERIS-ID: 110290 Objekt-ID: 127980 TKK: 63229                                 | Schöngasse 1 Standort KG: Zirl                            | Das im Kern barocke ehemalige Widum aus dem 18. Jahrhundert wurde nach dem Dorfbrand von 1908 teilweise neu errichtet. Der mächtige dreigeschoßige Baukörper mit Walmdach über breiter Hohlkehle und Erdbebenpfeiler an der Nordseite ist teilweise von einer Mauer eingefriedet. An der Westseite befindet sich ein Wandbild mit Darstellung der Maria Immaculata von August Brandes von 1910. | BDA-Hist.: Q37818011 Status: § 2a Stand der BDA-Liste: 2025-06-30 Name: Kirchlicher Repräsentationsbau GstNr.: .148 |
| ja   | Datei hochladen | Wohnhaus, sog. Garberhaus HERIS-ID: 62062 Objekt-ID: 74579 TKK: 20176                                        | Schulgasse 8 Standort KG: Zirl                            | | BDA-Hist.: Q38098668 Status: Bescheid Stand der BDA-Liste: 2025-06-30 Name: Wohnhaus, sog. Garberhaus GstNr.: .98 |
| ja   | Datei hochladen | Wohnhaus, Hölbling-Hof HERIS-ID: 60440 Objekt-ID: 72747 TKK: 14955                                           | Schulgasse 12 Standort KG: Zirl                           | | BDA-Hist.: Q38091874 Status: Bescheid Stand der BDA-Liste: 2025-06-30 Name: Wohnhaus, Hölbling-Hof GstNr.: .101 |
| ja   | Datei hochladen | Annakapelle HERIS-ID: 106815 Objekt-ID: 124047 TKK: 19509                                                    | Standort KG: Zirl                                         | Der kleine oktogonale Kapellenbau ist der hl. Anna geweiht. Er wurde um 1652 (bez. über dem Eingangsportal) errichtet. Mit Schindeln gedecktes Zeltdach, innen Kuppelgewölbe. | BDA-Hist.: Q37808738 Status: § 2a Stand der BDA-Liste: 2025-06-30 Name: Annakapelle GstNr.: 2911 Annakapelle Zirl |
| ja   | Datei hochladen | Sog. Absetzkapelle HERIS-ID: 106825 Objekt-ID: 124060 TKK: 19511                                             | Standort KG: Zirl                                         | Die Absetzkapelle (Fuhrmannskapelle) wird im Volksmund Osötz genannt. Die alte Kapelle musste 1956 der Straßenverbreiterung der Zirler Bergstraße weichen. Der Neubau erfolgte in der Nähe des alten Standortes. Der steinsichtige Bau über rechteckigem Grundriss hat ein als Vorhalle vorgezogenes Satteldach auf Holzstützen und einen tonnengewölbten Innenraum. Die Kapelle wurde zuletzt im Jahre 2000 restauriert. | BDA-Hist.: Q37808822 Status: § 2a Stand der BDA-Liste: 2025-06-30 Name: Sog. Absetzkapelle GstNr.: 1488/1 Absetzkapelle, Zirl |
| ja   | Datei hochladen | Bildstock HERIS-ID: 106822 Objekt-ID: 124057 TKK: 63175                                                      | Standort KG: Zirl                                         | Der gemauerte Bildstock westlich der Annakapelle stammt aus der 2. Hälfte des 19. Jahrhunderts. Auf einem abgefasten Sockel ein tabernakelartiger, vorspringender Aufsatz und ein Satteldach. In der rundbogig geschlossenen Aufsatznische befindet sich eine moderne Schnitzgruppe. | BDA-Hist.: Q37808777 Status: § 2a Stand der BDA-Liste: 2025-06-30 Name: Bildstock GstNr.: 2911 |
| ja   | Datei hochladen | Bildstock Guter Hirte HERIS-ID: 106823 Objekt-ID: 124058 TKK: 63176                                          | Standort KG: Zirl                                         | Der gemauerte Bildstock östlich der Annakapelle stammt aus der 1. Hälfte des 19. Jahrhunderts. Der Bildstock hat einen tabernakelartige Aufsatz und ein Satteldach, in der rundbogig geschlossenen Aufsatznische steht eine polychrome Figur Christus als Guter Hirte. | BDA-Hist.: Q37808786 Status: § 2a Stand der BDA-Liste: 2025-06-30 Name: Bildstock Guter Hirte GstNr.: 2911 |
| ja   | Datei hochladen | Bildstock hl. Johannes Nepomuk HERIS-ID: 106833 Objekt-ID: 124069 TKK: 63185                                 | Standort KG: Zirl                                         | Der Bildstock bei der Innbrücke ist ein einfacher Mauerbau aus dem 18. Jahrhundert mit geschmiegtem Zeltdach. In der rundbogig geschlossenen Nische mit Schmiedeeisengitter steht eine polychrome Figur des hl. Johannes Nepomuk. | BDA-Hist.: Q37808881 Status: § 2a Stand der BDA-Liste: 2025-06-30 Name: Bildstock hl. Johannes Nepomuk GstNr.: 2874 |
| ja   | Datei hochladen | Hofkapelle, Kristenalm-Kapelle HERIS-ID: 106845 Objekt-ID: 124081 TKK: 63214                                 | Standort KG: Zirl                                         | Die einjochige, fensterlose, aus Bruchsteinen aufgemauerte und verputzte Kapelle unter einem Satteldach mit abgefastem Korbbogenportal ist im Giebelfeld mit 1772 bezeichnet. Das Dach wurde 2002 neu eingedeckt. Der Innenraum ist mit einem Tonnengewölbe versehen. | BDA-Hist.: Q37808906 Status: § 2a Stand der BDA-Liste: 2025-06-30 Name: Hofkapelle, Kristenalm-Kapelle GstNr.: 2838 |
| ja   | Datei hochladen | Kapelle Martinswand HERIS-ID: 110281 Objekt-ID: 127962 TKK: 63226                                            | Standort KG: Zirl                                         | In einer Wandhöhle der Martinswand, der Kaiser-Maximilian-Grotte, befinden sich ein monumentales Holzkruzifix und eine Holzplastik des Kaisers Maximilian I. geschaffen von Johannes Obleitner (bez. 1936). Nach der Legende soll sich Kaiser Maximilian I. Ende des 15. Jahrhunderts bei der Gämsenjagd hierher verstiegen haben. | BDA-Hist.: Q72931239 Status: § 2a Stand der BDA-Liste: 2025-06-30 Name: Kapelle Martinswand GstNr.: 2727/1 Kaiser-Max-Grotte |
| BW   | Datei hochladen | Rottenunterkunft Martinswand HERIS-ID: 81851 Objekt-ID: 95645 TKK: 116481                                    | Standort KG: Zirl                                         | Das Betriebsgebäude der Mittenwaldbahn ist wie alle original erhaltenen Gebäude am Heimatstil orientiert. | BDA-Hist.: Q38176846 Status: Bescheid Stand der BDA-Liste: 2025-06-30 Name: Rottenunterkunft Martinswand GstNr.: 3001 |
| BW   | Datei hochladen | 2 Brücken zw. Finstertalviadukt und Jaufentalbrücke HERIS-ID: 81852 Objekt-ID: 95646 TKK: 116484             | Standort KG: Zirl                                         | Die Mittenwaldbahn ist eine elektrische Lokalbahn, die ab 1905 von Josef Riehl und Wilhelm Carl von Doderer geplant und 1910–1912 gebaut wurde. Aufgrund der vielen Tunnel und Brücken war sie gemessen an ihrer Länge eines der teuersten Bahnprojekte ihrer Zeit. | BDA-Hist.: Q38176856 Status: Bescheid Stand der BDA-Liste: 2025-06-30 Name: 2 Brücken zw. Finstertalviadukt und Jaufentalbrücke GstNr.: 3001 |
| ja   | Datei hochladen | Jaufentalbrücke HERIS-ID: 81853 Objekt-ID: 95647 TKK: 116485                                                 | Standort KG: Zirl                                         | Teil der Mittenwaldbahn | BDA-Hist.: Q38176863 Status: Bescheid Stand der BDA-Liste: 2025-06-30 Name: Jaufentalbrücke GstNr.: 3002 Mittenwaldbahn - Jaufentalbrücke |
| ja   | Datei hochladen | Rottenunterkunft Martinswand HERIS-ID: 81854 Objekt-ID: 95648 TKK: 116486                                    | Standort KG: Zirl                                         | Das Betriebsgebäude der Mittenwaldbahn ist wie alle original erhaltenen Gebäude am Heimatstil orientiert und befindet sich beim Ostportal des Martinswandtunnels. | BDA-Hist.: Q38176869 Status: Bescheid Stand der BDA-Liste: 2025-06-30 Name: Rottenunterkunft Martinswand GstNr.: 3003 |
| ja   | Datei hochladen | Brücke Wasserstollen HERIS-ID: 81855 Objekt-ID: 95649 TKK: 116487                                            | Standort KG: Zirl                                         | Teil der Mittenwaldbahn | BDA-Hist.: Q38176877 Status: Bescheid Stand der BDA-Liste: 2025-06-30 Name: Brücke Wasserstollen GstNr.: 3004 |
| ja   | Datei hochladen | 3 Brücken zw. Brücke Wasserstollen u. Rottenunterkunft Hochzirl HERIS-ID: 81856 Objekt-ID: 95650 TKK: 116490 | Standort KG: Zirl                                         | Teil der Mittenwaldbahn | BDA-Hist.: Q38176890 Status: Bescheid Stand der BDA-Liste: 2025-06-30 Name: 3 Brücken zw. Brücke Wasserstollen u. Rottenunterkunft Hochzirl GstNr.: 3006 |
| BW   | Datei hochladen | Rottenunterkunft Hochzirl HERIS-ID: 81857 Objekt-ID: 95651 TKK: 116489                                       | Standort KG: Zirl                                         | Das Betriebsgebäude der Mittenwaldbahn ist wie alle original erhaltenen Gebäude am Heimatstil orientiert. Mittlerweile befindet sich dieses Gebäude im Privatbesitz. | BDA-Hist.: Q38176896 Status: Bescheid Stand der BDA-Liste: 2025-06-30 Name: Rottenunterkunft Hochzirl GstNr.: 3006 |
| ja   | Datei hochladen | Gütermagazin Hochzirl HERIS-ID: 81858 Objekt-ID: 95652 TKK: 116480                                           | Standort KG: Zirl                                         | Das Betriebsgebäude der Mittenwaldbahn ist wie alle original erhaltenen Gebäude am Heimatstil orientiert. | BDA-Hist.: Q38176901 Status: Bescheid Stand der BDA-Liste: 2025-06-30 Name: Gütermagazin Hochzirl GstNr.: .460 Gütermagazin Hochzirl |
| ja   | Datei hochladen | Brücke nach Aufnahmsgebäude Hochzirl HERIS-ID: 81860 Objekt-ID: 95654 TKK: 116488                            | Standort KG: Zirl                                         | Teil der Mittenwaldbahn | BDA-Hist.: Q38176912 Status: Bescheid Stand der BDA-Liste: 2025-06-30 Name: Brücke nach AG Hochzirl GstNr.: 3006 Brücke nach Aufnahmsgebäude Hochzirl |
| ja   | Datei hochladen | Vorbergviadukt HERIS-ID: 81861 Objekt-ID: 95655 TKK: 116491                                                  | Standort KG: Zirl                                         | Teil der Mittenwaldbahn | BDA-Hist.: Q38176918 Status: Bescheid Stand der BDA-Liste: 2025-06-30 Name: Vorbergviadukt GstNr.: 3009 Mittenwaldbahn - Vorbergviadukt |
| BW   | Datei hochladen | Rottenunterkunft Hochzirl HERIS-ID: 81862 Objekt-ID: 95656 TKK: 116492                                       | Standort KG: Zirl                                         | Das Betriebsgebäude der Mittenwaldbahn ist wie alle original erhaltenen Gebäude am Heimatstil orientiert. | BDA-Hist.: Q38176922 Status: Bescheid Stand der BDA-Liste: 2025-06-30 Name: Rottenunterkunft Hochzirl GstNr.: 3010 |
| ja   | Datei hochladen | Schlossbachgraben-Brücke HERIS-ID: 81863 Objekt-ID: 95657                                                    | Standort KG: Zirl                                         | Die Schlossbachgrabenbrücke ist eine stählerne Bogenfachwerksbrücke der Mittenwaldbahn. Mit einer Spannweite von rund 56 Metern überspannt sie die Schlucht des Schlossbaches und ist damit das längste Brückenbauwerk dieser Eisenbahnstrecke. Sie wurde 1912 durch die k.u.k. Hof-Eisen-Construktions-Werkstätte gefertigt und montiert. Im Jahre 2012 erfolgte eine Sanierung der Brücke. Die Brücke verbindet die Gemeinden Zirl und Reith bei Seefeld. | BDA-Hist.: Q38176926 Status: Bescheid Stand der BDA-Liste: 2025-06-30 Name: Schlossbachgraben-Brücke GstNr.: 3011 Mittenwaldbahn - Schlossbachgrabenbrücke |
| BW   | Datei hochladen | Brücke Pflegerbach HERIS-ID: 81864 Objekt-ID: 95658                                                          | Standort KG: Zirl                                         | Teil der Mittenwaldbahn. Die Brücke über den Pflegerbach verbindet die Gemeinden Reith und Zirl. | BDA-Hist.: Q38176936 Status: Bescheid Stand der BDA-Liste: 2025-06-30 Name: Brücke Pflegerbach GstNr.: 3012 |
| ja   | Datei hochladen | Brücke zw. Pflegerbach und Lehnenviadukt HERIS-ID: 81865 Objekt-ID: 95659 TKK: 116495                        | Standort KG: Zirl                                         | Teil der Mittenwaldbahn | BDA-Hist.: Q38176944 Status: Bescheid Stand der BDA-Liste: 2025-06-30 Name: Brücke zw. Pflegerbach und Lehnenviadukt GstNr.: 3013 |
| ja   | Datei hochladen | Lehnenviadukt HERIS-ID: 81866 Objekt-ID: 95660 TKK: 116498                                                   | Standort KG: Zirl                                         | Teil der Mittenwaldbahn | BDA-Hist.: Q38176952 Status: Bescheid Stand der BDA-Liste: 2025-06-30 Name: Lehnenviadukt GstNr.: 3013 |
| BW   | Datei hochladen | Brücke zw. Lehnenviadukt und Kaiserstandviadukt HERIS-ID: 81867 Objekt-ID: 95661 TKK: 116497                 | Standort KG: Zirl                                         | Teil der Mittenwaldbahn | BDA-Hist.: Q38176961 Status: Bescheid Stand der BDA-Liste: 2025-06-30 Name: Brücke zw. Lehnenviadukt und Kaiserstandviadukt GstNr.: 3013 |
| ja   | Datei hochladen | Kaiserstandviadukt HERIS-ID: 81868 Objekt-ID: 95662 TKK: 116496                                              | Standort KG: Zirl                                         | Teil der Mittenwaldbahn | BDA-Hist.: Q38176970 Status: Bescheid Stand der BDA-Liste: 2025-06-30 Name: Kaiserstandviadukt GstNr.: 3013 |
| BW   | Datei hochladen | Brücke zw. Kaiserstandviadukt und Schlossbachgrabenbrücke HERIS-ID: 81869 Objekt-ID: 95663 TKK: 116499       | Standort KG: Zirl                                         | Teil der Mittenwaldbahn | BDA-Hist.: Q38176979 Status: Bescheid Stand der BDA-Liste: 2025-06-30 Name: Brücke zw. Kaiserstandviadukt und Schlossbachgrabenbrücke GstNr.: 3013 |
| BW   | Datei hochladen | 3 Brücken vor Rottenunterkunft Martinswand HERIS-ID: 59993 Objekt-ID: 71737 TKK: 116482                      | Standort siehe Beschreibung KG: Zirl                      | Teil der Mittenwaldbahn. Die erste Brücke (Lage) verbindet die Gemeinden Zirl und Innsbruck-Hötting. Bergauf Richtung Mittenwald folgen zwei weitere Brücken (Lage, Lage). | BDA-Hist.: Q38089535 Status: Bescheid Stand der BDA-Liste: 2025-06-30 Name: 3 Brücken vor Rottenunterkunft Martinswand GstNr.: 3001 |
| ja   | Datei hochladen | Burgruine Fragenstein HERIS-ID: 40382 Objekt-ID: 40312 TKK: 396                                              | Bühelstraße 20, nordwestlich Standort KG: Zirl            | → Hauptartikel : Burgruine Fragenstein f1 | BDA-Hist.: Q16054781 Status: Bescheid Stand der BDA-Liste: 2025-06-30 Name: Burgruine Fragenstein GstNr.: 1499/2, 1499/3 Burgruine Fragenstein |
| ja   | Datei hochladen | Finstertalviadukt HERIS-ID: 11758 Objekt-ID: 7872 TKK: 116483                                                | Standort KG: Zirl                                         | Teil der Mittenwaldbahn | BDA-Hist.: Q38111835 Status: Bescheid Stand der BDA-Liste: 2025-06-30 Name: Finstertalviadukt GstNr.: 3001 |